# Campionato italiano di hockey su ghiaccio 1959-1960
Il campionato italiano di hockey su ghiaccio 1959-60 fu la 26ª edizione del campionato nazionale.
Il 28 novembre è costituito il Comitato Nazionale Arbitri Hockey su Ghiaccio, guidato da Enrico Calcaterra, già Presidente della FISG, il cui scopo è quello di tenere aggiornati i direttori di gara e dettare una linea uniforme d'interpretazione delle regole di gioco.

## Serie A
La massima serie vede ai nastri di partenza le stesse squadre dell'anno precedente con partite di doppia andata e ritorno.
Due importanti cambi di presidenza: nei Diavoli Milano Mario Lucioni lascia la carica a Tullio Monzino, rimanendo però nell'organigramma societario con la carica di vicepresidente, mentre a Cortina alla guida della società s'insedia Tiziano Serafini Fracassini.

### Formazioni
Le 4 formazioni iscritte: Diavoli Milano, Bolzano, Auronzo e Cortina.

### Campionato
La lotta per la conquista del tricolore, ad esclusione dell'Auronzo, è circoscritta a Diavoli Milano, Bolzano e Cortina. Queste ultime due formazioni sono protagoniste di due episodi, uno dei quali estrometterà il Cortina dalla lotta per la conquista del tricolore: dopo Bolzano-Cortina del 9 gennaio 1960, gli scoiattoli ampezzani sporgono reclamo per contestare delle presunte irregolarità; la prima riguarda un goal inesistente convalidato, nonostante il giudice di linea non avesse acceso la lampadina per segnalare la marcatura. La maschera metallica indossata da Alfredo Coletti per proteggere il mento, a causa di una frattura procuratosi nell'amichevole contro il Klagenfurt, sarebbe stata contraria all'articolo 24 del regolamento ed infine le numerose intemperanze del pubblico tra le quali quelle di alcuni tifosi che rubavano dei bastoni dalla panchina degli ampezzani usandoli per colpire Alberto Da Rin e Giuseppe Zandegiacomo. La Federazione qualche giorno dopo respinge l'esposto.
Nella gara del 20 gennaio, giocata ancora a Bolzano, a quattro minuti dal termine del secondo periodo, sul punteggio di 2-2, gli ampezzani abbandonano la pista dopo l'espulsione del capitano Carmine Tucci ed Enrico Bacher a seguito di un diverbio tra i due. A detta degli ospiti gli arbitri avrebbero peccato di parzialità. Questo comportamento costa agli ampezzani la sconfitta a tavolino per 2-0, mentre per il Bolzano è un passo importante verso la vittoria finale.
I Diavoli Milano, dopo la sconfitta per 6-2 contro il Cortina, in trasferta, nella seconda gara di andata, sembrano fuori dai giochi, ma con tre vittorie consecutive contro Auronzo (7-2), Bolzano (6-5 in trasferta) e Cortina (4-3) si presentano alla vigilia dell'ultima gara stagionale contro Bolzano ad un punto dai biancorossi. Luogo della sfida decisiva, una sorta di spareggio, è il Piranesi di Milano. Dopo il primo tempo chiuso sul 3-1 per gli ospiti, questi commettono l'errore di chiudersi in difesa permettendo ai meneghini di iniziare la rimonta nel periodo centrale con la rete di Gerry Watson che si conclude nell'ultima frazione di gioco nel quale gli avversari vengono travolti con il parziale di 5-1. Il 7-4 finale incorona i Diavoli Milano Campioni d'Italia.
Dopo questa affermazione, passeranno oltre trent'anni prima che una squadra milanese vinca nuovamente lo scudetto: riuscirà all'HC Milano Saima nel 1990-91.

#### Classifica Finale
Il Diavoli Milano Hockey Club vince il suo primo (ed unico) scudetto.

Formazione Campione d'Italia: Giancarlo Agazzi - Mario Bedogni - Vittorio Bolla - Giampiero Branduardi - Ernesto Crotti - Salvatore Guccione - Igino Fece Larese - Paolo Marchi - Gilberto Nardi - Enzo Poire - Edmondo Rabanser - Gerry Watson.